# Charles-François Nanteuil-Leboeuf
Charles-François Nanteuil-Leboeuf, anche noto come Nanteuil-Lebœuf (Parigi, 10 agosto 1792 – Parigi, 1º novembre 1865), è stato uno scultore francese.

## Biografia
Nato a Parigi, Charles-François Nanteuil-Leboeuf fu uno studente di Pierre Cartellier che ottenne il premio di Roma nella scultura nel 1817, grazie a una statuina in gesso ritraente Agide III che muore in battaglia. Il premio gli valse una borsa di studio alla Villa Medici, sede dell'accademia di Francia a Roma, dove Nanteuil scolpì nel marmo l'Euridice morente (1822), che espose a Parigi nel suo debutto di grande successo al Salone del 1824. Attualmente la statua si trova al museo del Louvre.

Nanteuil ricevette molte commissioni dal governo francese, come una statua seduta di Montesquieu (1840, al museo della storia di Francia voluto da Luigi Filippo I alla reggia di Versailles) e la statua in bronzo che commemora il generale Desaix (1844, situata nella place de Jaude a Clermont-Ferrand). Le sue opere comprendono anche delle parti decorative alla stazione Nord, al palazzo Garnier e al palazzo del Louvre (quando venne ricostruito durante il secondo Impero).

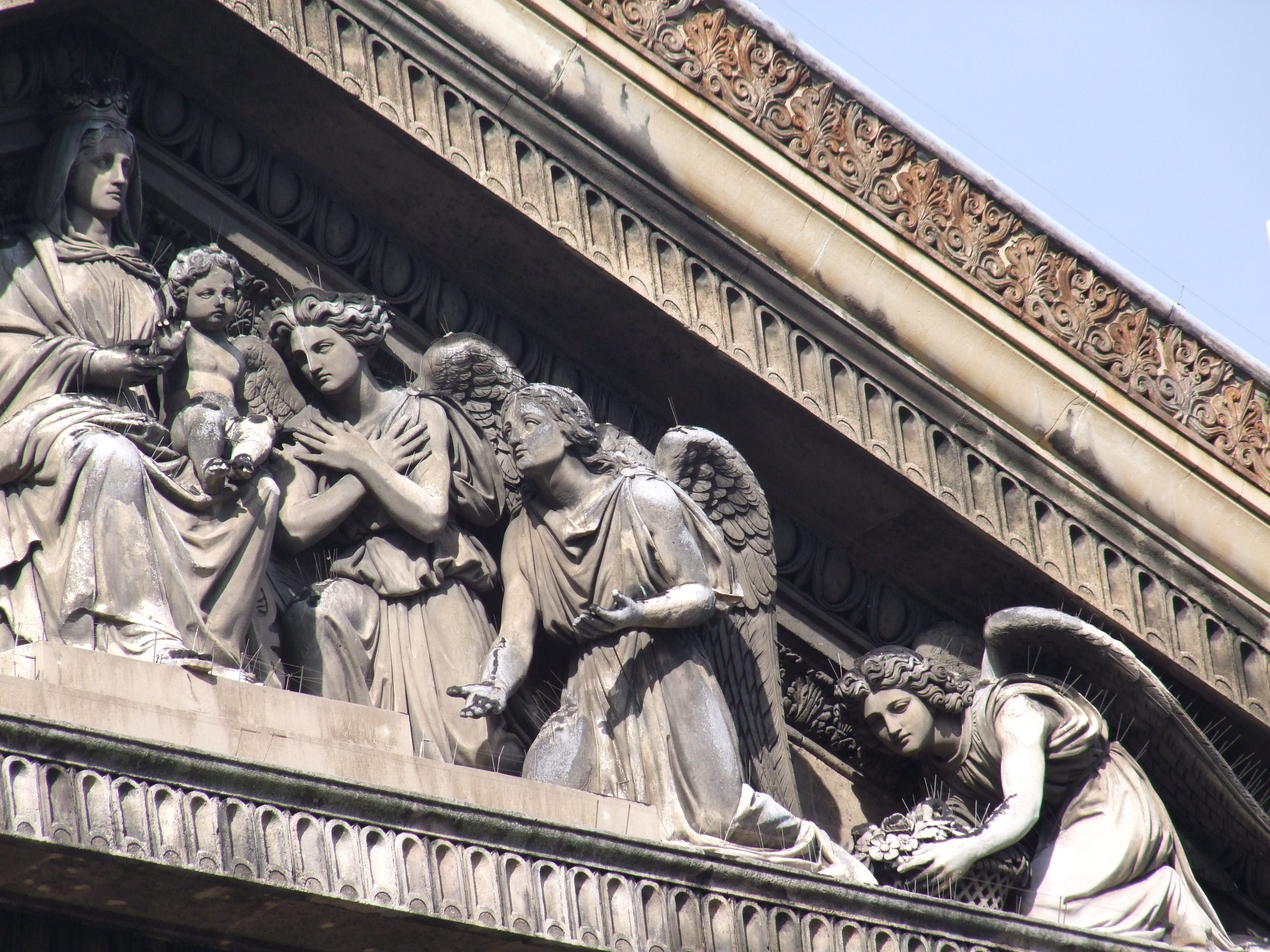
Le sculture del frontone della chiesa di Nostra Signora di Loreto a Parigi, risalenti al 1830

Le opere religiose più importanti di Nanteuil sono due gruppi scultorei in pietra che decorano dei frontoni, l'Omaggio alla Vergine (1830, chiesa di Nostra Signora di Loreto a Parigi) e la Glorificazione di San Vincenzo de' Paoli (1846, chiesa di San Vincenzo de' Paoli a Parigi), che rivelano l'influenza della scultura italiana del primo Rinascimento e delle sculture di Egina e del Partenone.
Charles-François Leboeuf-Nanteuil morì nella sua dimora, situata al numero 9 di rue Carnot (dal 1907 rue Joseph-Bara) nel sesto arrondissement di Parigi, il 1 novembre del 1865, all'età di 74 anni. I funerali si svolsero il 3 novembre nella chiesa di Nostra Signora dei Campi, la sua parrocchia. L'indomani venne sepolto nella tredicesima divisione del cimitero di Montparnasse.

## Opere

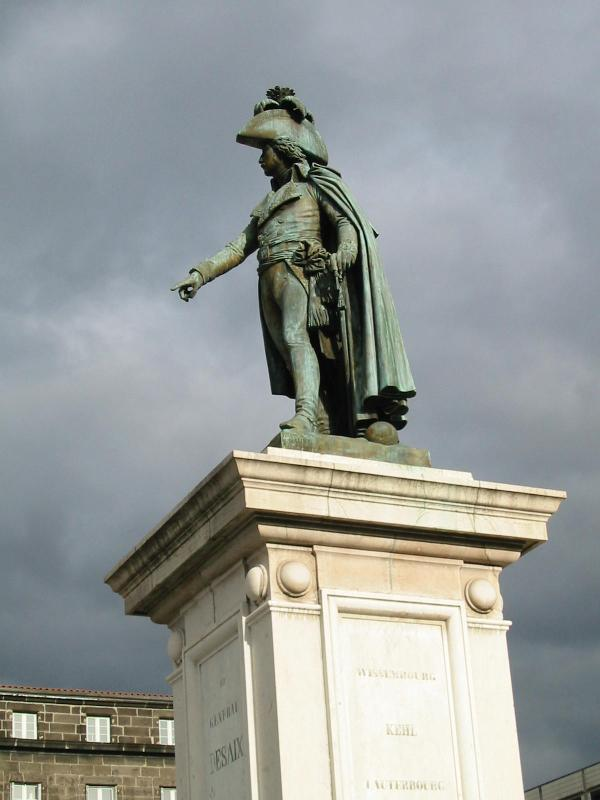
Generale Desaix (1848), Clermont-Ferrand, place de Jaude

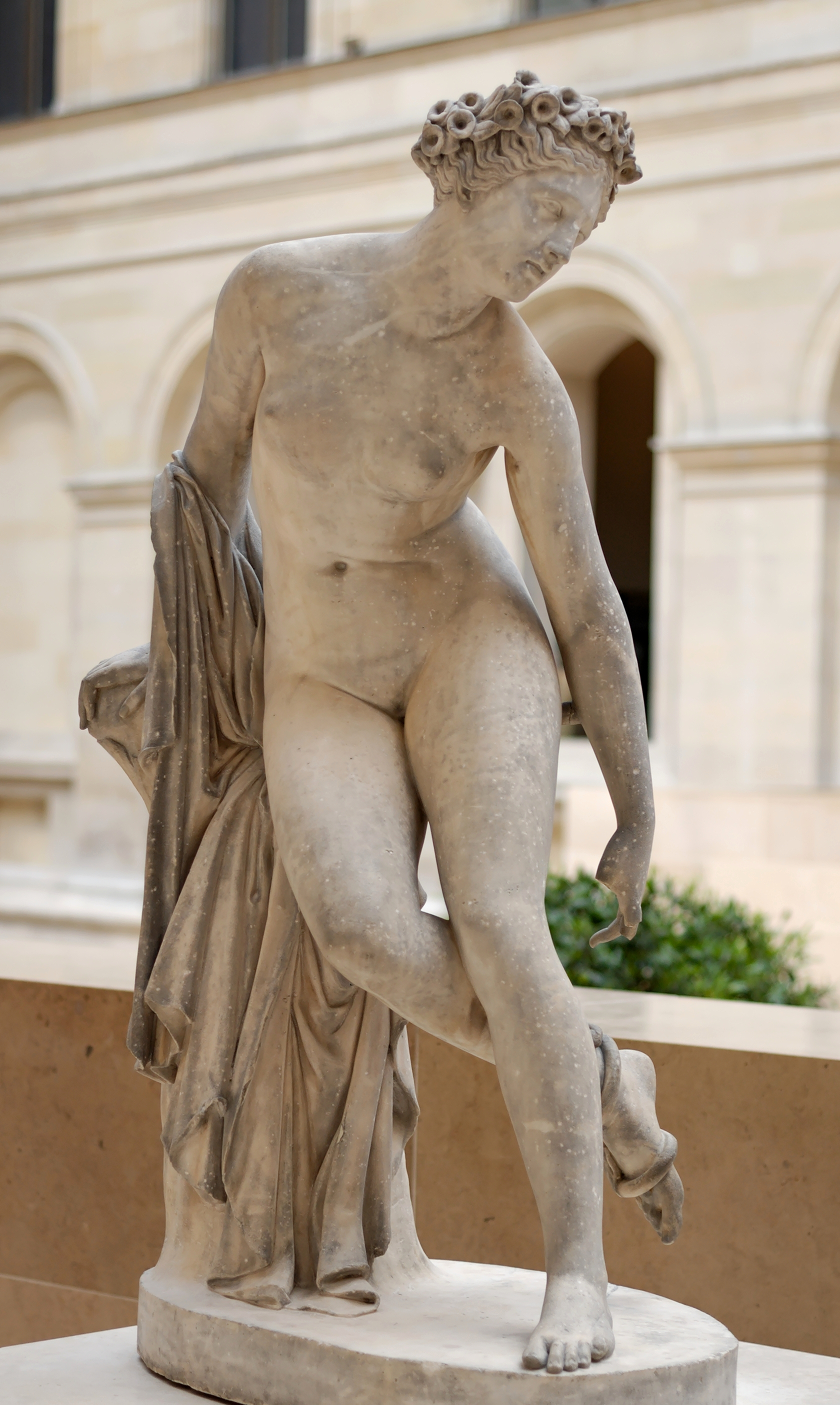
Euridice morente (1822), Parigi, museo del Louvre

- Agis, mourant sur ses armes (1817), statua, gesso, Parigi, scuola nazionale superiore delle belle arti;
- Euridice morente (1822), statua, marmo, Parigi, museo del Louvre;[5]
- Euridice, Amiens, museo di Piccardia;
- Portrait du peintre Pierre-Paul Prud'hon (1827), busto, marmo, reggia di Versailles: Salone del 1827, n. 1163;
- Portrait du peintre Pierre-Paul Prud'hon (1828), busto, marmo, Parigi, museo del Louvre;
- Sculture per il frontone della chiesa di Nostra Signora di Loreto, Parigi (1830)
- Alessandro combattente (1836), statua, pietra, Parigi, giardino delle Tuileries, grande fontana rotonda, Le Grand Carré;[6]
- Tre bassorilievi per il peristilio del Pantheon di Parigi (1837): L'Apothéose du héros mort pour la patrie, circondato da Les Sciences et les Arts e La Magistrature.
- Ritratto di Carlo il Temerario, duca di Borgogna (1433-1477) (1838), busto, gesso, Versailles, galleria delle Battaglie della reggia di Versailles;
- Ritratto di Carlo Magno, imperatore dell'Occidente (742-814) (1840), statua en pied plus grande que nature, marmo, reggia di Versailles;
- Ritratto di Mathieu Molé, cancelliere di Francia (1584-1656) (1840), statua en pied plus grande que nature, gesso, reggia di Versailles;
- Charles de Secondat, Baron de Montesquieu (1689-1755) (1840), statua, gesso, reggia di Versailles;
- Mort d'Oreste (1840), disegno, matita scura, Parigi, museo del Louvre, dipartimento di arti grafiche;[7]
- Ritratto di Enrico LXI, principe di Reuss-Chlietz, generale di brigata al servizio della Francia (1784-1813) (1841), busto, gesso, Versailles, galleria delle Battaglie della reggia di Versailles;
- Glorificazione di San Vincenzo de' Paoli (1846), Parigi, chiesa di San Vincenzo de' Paoli;
- Statua del generale Desaix (1848), statua in piedi, bronzo, Clermont-Ferrand, place de Jaude;
- Ritratto di Jean-Luc-Sébastien-Bonaventure Carbuccia, generale di brigata (1808-1854) (1858), busto, marmo, reggia di Versailles;
- Euridice morente (1862), statua (replica), bronzo, Parigi, galleria Colbert;[8]
- La Ville de Beauvais (1865), statua, pietra, Parigi, stazione Nord, facciata;
- La Ville de Lille (1865), statua, pietra, Parigi, stazione Nord, facciata;
- Le roi Charles X, statua colossale, pietra, reggia di Versailles;
- Ritratto di Luigi Filippo I, re dei francesi (1773-1830), busto, gesso, reggia di Versailles;
- Ritratto di Étienne Jacques Joseph Alexandre Macdonald, duca di Taranto, maresciallo dell'Impero (1765-1840), statua in piedi, marmo, reggia di Versailles;